# Sarchī
Sarchī (persiska: سَرچين, سرچی, Sarchīn) är en ort i Iran.   Den ligger i provinsen Kurdistan, i den nordvästra delen av landet, 400 km väster om huvudstaden Teheran. Sarchī ligger 2 028 meter över havet och antalet invånare är 991.
Terrängen runt Sarchī är bergig åt nordost, men åt sydväst är den kuperad. Runt Sarchī är det ganska tätbefolkat, med 65 invånare per kvadratkilometer. Sarchī är det största samhället i trakten. Trakten runt Sarchī består i huvudsak av gräsmarker.